# Alexander Kraitsjev
Alexander Kraitsjev, född 28 oktober 1951, är en bulgarisk före detta tyngdlyftare.
Kraitsjev blev olympisk silvermedaljör i 110-kilosklassen i tyngdlyftning vid sommarspelen 1972 i München.